# Oberea taiwana
Oberea taiwana es una especie de escarabajo longicornio del género Oberea, subfamilia Lamiinae. Fue descrita científicamente por Matsushita en 1933.
Se distribuye por China. Mide 14-17 milímetros de longitud. El período de vuelo de esta especie ocurre en los meses de abril, mayo y junio.